# Тодор Козаров (офицер)
Тодор Николов Козаров е български офицер, генерал-майор, участник в Балканската (1912 – 1913) и Междусъюзническата война (1913), командир на батарея от 8-и артилерийски полк през Първата световна война (1915 – 1918), помощник-инспектор на артилерията и началник на товарната артилерия (1935).

## Биография
Тодор Козаров е роден на 15 февруари 1890 г. в Сливен. През 1909 г. Военното на Негово Величество училище с 29-и випуск и на 22 септември е произведен в чин подпоручик. Служи в 6-и артилерийски полк. На 22 септември 1912 г. е произведен в чин поручик. Взема участие в Балканската (1912 – 1913) и Междусъюзническата война (1913). Участва и в Първата световна война (1915 – 1918) като командир на батарея от 8-и артилерийски полк. Произведен в чин капитан. За бойни отличия и заслуги във войната през 1917 г. е награден с Военен орден „За храброст“, IV степен, 1-ви клас, след което през 1921 г. е награден с Военен орден „За храброст“, III степен, 2-ри клас.
След войната на 2 ноември 1919 г. е произведен в чин майор. Служи в Бургаския укрепен пункт. На 27 ноември 1923 г. е произведен в чин подполковник, след което от 1927 г. е на служба в 6-и дивизионен артилерийски полк. На 15 май 1930 г. е произведен в чин полковник, след което през 1934 г. е назначен на служба в Артилерийската инспекция, а от 1935 г. е помощник-инспектор на артилерията и началник на товарната артилерия. Като полковник е редактор на списание „Артилерийски преглед“. Произведен е в чин генерал-майор.
Генерал-майор Тодор Козаров е женен и има 2 деца.

## Военни звания
- Подпоручик (22 септември 1909)
- Поручик (22 септември 1912)
- Капитан (6 март 191?)
- Майор (2 ноември 1919)
- Подполковник (27 ноември 1923)
- Полковник (15 май 1930)
- Генерал-майор (неизв.)

## Награди
- Военен орден „За храброст“, IV степен, 1-ви клас (1917)
- Военен орден „За храброст“, III степен, 2-ри клас (1921)